# Экстрапирамидные расстройства
Экстрапирамидные расстройства (экстрапирамидные синдромы) — группа двигательных нарушений, возникающих в результате повреждения базальных ганглиев и подкорково-таламических связей. Часто вызываются лекарственными веществами (дофаминомиметическими средствами, нейролептиками и т. п.). Понятие «экстрапирамидные расстройства» включает в себя состояния, которые характеризуются патологическими изменениями качества или количества спонтанных движений, осуществляемых скелетными мышцами. При этом часто также происходят изменения мышечного тонуса (сопротивления мышц пассивному растяжению). К экстрапирамидным расстройствам не относят паралич (слабость мышц).